# Lijst van wettelijk beschermde planten in Nederland
Bij de op 1 april 2002 in werking getreden Flora- en faunawet waren 104 plantensoorten, waaronder veel orchideeën en soorten met opvallende bloemen, wettelijk beschermd in Nederland. Inmiddels is deze wet op 1 januari 2017 vervangen door de Wet natuurbescherming.
De Flora- en faunawet verbood het verstoren van de beschermde planten en aan de burger werd een zorgplicht opgelegd. Afwijkingen van de verbodsbepalingen waren mogelijk indien geen afbreuk werd gedaan aan de gunstige staat van instandhouding van de soort. 
De Flora- en faunawet, de Natuurbeschermingswet 1998 en de Boswet zijn samengevoegd in de nieuwe wet Wet Natuurbescherming die per 1 januari 2017 in werking is getreden.
Hieronder volgt de lijst met wettelijk beschermde plantensoorten in Nederland.
| Nederlandse naam             | Wetenschappelijke naam                         | Beschermd door Flora en Faunawet tot 2017 | Beschermd door Wet Natuurbescherming vanaf 2017 |
| ---------------------------- | ---------------------------------------------- | ----------------------------------------- | ----------------------------------------------- |
| Aangebrande orchis           | Neotinea ustulata                              | +                                         | -                                               |
| Aapjesorchis                 | Orchis simia                                   | +                                         | -                                               |
| Aardaker                     | Lathyrus tuberosus                             | +                                         | -                                               |
| Akkerboterbloem              | Ranunculus arvensis                            | -                                         | +                                               |
| Akkerdoornzaad               | Torilis arvensis                               | -                                         | +                                               |
| Akkerogentroost              | Odontites vernus subsp. vernus                 | -                                         | +                                               |
| Beklierde ogentroost         | Euphrasia rostkoviana                          | -                                         | +                                               |
| Berggamander                 | Teucrium montanum                              | -                                         | +                                               |
| Akkerklokje                  | Campanula rapunculoides                        | +                                         | -                                               |
| Beenbreek                    | Narthecium ossifragum                          | +                                         | -                                               |
| Bergklokje                   | Campanula rhomboidalis                         | +                                         | -                                               |
| Bergnachtorchis              | Platanthera chlorantha                         | +                                         | +                                               |
| Bijenorchis                  | Ophrys apifera                                 | +                                         | -                                               |
| Blaasvaren                   | Cystopteris fragilis                           | +                                         | +                                               |
| Blauw guichelheil            | Anagallis arvensis subsp. foemina              | -                                         | +                                               |
| Bosboterbloem                | Ranunculus polyanthemos subsp. nemorosus       | -                                         | +                                               |
| Bosdravik                    | Bromopsis ramosa subsp. benekenii              | -                                         | +                                               |
| Brave hendrik (plant)        | Chenopodium bonus-henricus                     | -                                         | +                                               |
| Brede wolfsmelk              | Euphorbia platyphyllos                         | -                                         | +                                               |
| Breed wollegras              | Eriophorum latifolium                          | -                                         | +                                               |
| Blauwe zeedistel             | Eryngium maritimum                             | +                                         | -                                               |
| Bleek bosvogeltje            | Cephalanthera damasonium                       | +                                         | -                                               |
| Bokkenorchis                 | Himantoglossum hircinum                        | +                                         | +                                               |
| Bosorchis                    | Dactylorhiza fuchsii                           | +                                         | -                                               |
| Brede orchis                 | Dactylorhiza majalis                           | +                                         | -                                               |
| Brede wespenorchis           | Epipactis helleborine                          | +                                         | -                                               |
| Breed klokje                 | Campanula latifolia                            | +                                         | -                                               |
| Dreps                        | Bromus secalinus                               | -                                         | +                                               |
| Echte gamander               | Teucrium chamaedrys                            | -                                         | +                                               |
| Geplooide vrouwenmantel      | Alchemilla subcrenata                          | -                                         | +                                               |
| Getande veldsla              | Valerianella dentata                           | -                                         | +                                               |
| Bruinrode wespenorchis       | Epipactis atrorubens                           | +                                         | +                                               |
| Daslook                      | Allium ursinum                                 | +                                         | -                                               |
| Dennenorchis                 | Goodyera repens                                | +                                         | +                                               |
| Dotterbloem                  | Caltha palustris                               | +                                         | -                                               |
| Drijvende waterweegbree      | Luronium natans                                | +                                         | -                                               |
| Duitse gentiaan              | Gentianella germanica                          | +                                         | -                                               |
| Franjegentiaan               | Gentianella ciliata                            | +                                         | +                                               |
| Geelgroene wespenorchis      | Epipactis muelleri                             | +                                         | +                                               |
| Gele helmbloem               | Pseudofumaria lutea                            | +                                         | -                                               |
| Gevlekte orchis              | Dactylorhiza maculata                          | +                                         | -                                               |
| Gewone vogelmelk             | Ornithogalum umbellatum                        | +                                         | -                                               |
| Gevlekt zonneroosje          | Tuberaria guttata                              | -                                         | +                                               |
| Glad biggenkruid             | Hypochaeris glabra                             | -                                         | +                                               |
| Gladde zegge                 | Carex laevigata                                | -                                         | +                                               |
| Groot spiegelklokje          | Legousia speculum-veneris                      | -                                         | +                                               |
| Grote bosaardbei             | Fragaria moschata                              | -                                         | +                                               |
| Grote leeuwenklauw           | Aphanes arvensis                               | -                                         | +                                               |
| Grasklokje                   | Campanula rotundifolia                         | +                                         | -                                               |
| Groene nachtorchis           | Dactylorhiza viridis                           | +                                         | +                                               |
| Groenknolorchis              | Liparis loeselii                               | +                                         | -                                               |
| Groensteel                   | Asplenium viride                               | +                                         | +                                               |
| Groot zeegras                | Zostera marina                                 | +                                         | -                                               |
| Grote kaardebol              | Dipsacus fullonum                              | +                                         | -                                               |
| Grote keverorchis            | Neottia ovata                                  | +                                         | -                                               |
| Grote muggenorchis           | Gymnadenia conopsea                            | +                                         | -                                               |
| Kalkboterbloem               | Ranunculus polyanthemos subsp. polyanthemoides | -                                         | +                                               |
| Kalketrip                    | Centaurea calcitrapa                           | -                                         | +                                               |
| Kartuizer anjer              | Dianthus carthusianorum                        | -                                         | +                                               |
| Karwijselie                  | Selinum carvifolia                             | -                                         | +                                               |
| Kleine ereprijs              | Veronica verna                                 | -                                         | +                                               |
| Kleine schorseneer           | Schorzonera humilis                            | -                                         | +                                               |
| Gulden sleutelbloem          | Primula veris                                  | +                                         | -                                               |
| Harlekijn                    | Anacamptis morio                               | +                                         | -                                               |
| Herfstschroeforchis          | Spiranthes spiralis                            | +                                         | -                                               |
| Hondskruid                   | Anacamptis pyramidalis                         | +                                         | -                                               |
| Honingorchis                 | Herminium monorchis                            | +                                         | +                                               |
| Jeneverbes                   | Juniperus communis                             | +                                         | -                                               |
| Klein glaskruid              | Parietaria judaica                             | +                                         | -                                               |
| Kleine keverorchis           | Neottia cordata                                | +                                         | -                                               |
| Kleine maagdenpalm           | Vinca minor                                    | +                                         | -                                               |
| Kleine zonnedauw             | Drosera intermedia                             | +                                         | -                                               |
| Klokjesgentiaan              | Gentiana pneumonanthe                          | +                                         | -                                               |
| Kluwenklokje                 | Campanula glomerata                            | +                                         | +                                               |
| Knikkende vogelmelk          | Ornithogalum nutans                            | +                                         | -                                               |
| Kleine wolfsmelk             | Euphorbia exigua                               | -                                         | +                                               |
| Knollathyrus                 | Lathyrus linifolius                            | -                                         | +                                               |
| Knolspirea                   | Filipendula vulgaris                           | -                                         | +                                               |
| Korensla                     | Arnoseris minima                               | -                                         | +                                               |
| Kranskarwij                  | Carum verticillatum                            | -                                         | +                                               |
| Kruiptijm                    | Thymus praecox                                 | -                                         | +                                               |
| Koningsvaren                 | Osmunda regalis                                | +                                         | -                                               |
| Koraalwortel                 | Corallorhiza trifida                           | +                                         | -                                               |
| Kruipend moerasscherm        | Apium repens                                   | +                                         | -                                               |
| Kruisbladgentiaan            | Gentiana cruciata                              | +                                         | -                                               |
| Lange ereprijs               | Veronica longifolia                            | +                                         | -                                               |
| Lange zonnedauw              | Drosera anglica                                | +                                         | +                                               |
| Mannetjesorchis              | Orchis mascula                                 | +                                         | -                                               |
| Maretak                      | Viscum album                                   | +                                         | -                                               |
| Liggende ereprijs            | Veronica prostrata                             | -                                         | +                                               |
| Moerasgamander               | Teucrium scordium                              | -                                         | +                                               |
| Naakte lathyrus              | Lathyrus aphaca                                | -                                         | +                                               |
| Naaldenkervel                | Scandix pecten-veneris                         | -                                         | +                                               |
| Roggelelie                   | Lilium bulbiferum subsp. croceum               | -                                         | +                                               |
| Rood peperboompje            | Daphne mezereum                                | -                                         | +                                               |
| Moeraswespenorchis           | Epipactis palustris                            | +                                         | -                                               |
| Muurbloem                    | Erysimum cheiri                                | +                                         | +                                               |
| Parnassia                    | Parnassia palustris                            | +                                         | -                                               |
| Pijlscheefkelk               | Arabis hirsuta ssp. sagittata                  | +                                         | +                                               |
| Poppenorchis                 | Orchis anthropophora                           | +                                         | -                                               |
| Prachtklokje                 | Campanula persicifolia                         | +                                         | -                                               |
| Purperorchis                 | Orchis purpurea                                | +                                         | -                                               |
| Rapunzelklokje               | Campanula rapunculus                           | +                                         | -                                               |
| Rechte driehoeksvaren        | Gymnocarpium robertianum                       | +                                         | -                                               |
| Rietorchis                   | Dactylorhiza praetermissa                      | +                                         | -                                               |
| Ronde zonnedauw              | Drosera rotundifolia                           | +                                         | -                                               |
| Rood bosvogeltje             | Cephalanthera rubra                            | +                                         | -                                               |
| Ruig klokje                  | Campanula trachelium                           | +                                         | -                                               |
| Schubvaren                   | Ceterach officinarum                           | +                                         | +                                               |
| Slanke gentiaan              | Gentianella amarella                           | +                                         | -                                               |
| Slanke sleutelbloem          | Primula elatior                                | +                                         | -                                               |
| Rozenkransje                 | Antennaria dioica                              | -                                         | +                                               |
| Ruw parelzaad                | Lithospermum arvense                           | -                                         | +                                               |
| Scherpkruid                  | Asperugo procumbens                            | -                                         | +                                               |
| Schubzegge                   | Carex lepidocarpa                              | -                                         | +                                               |
| Smalle raai                  | Galeopsis angustifolia                         | -                                         | +                                               |
| Spits havikskruid            | Hieracium lactucella                           | -                                         | +                                               |
| Soldaatje                    | Orchis militaris                               | +                                         | -                                               |
| Spaanse ruiter               | Cirsium dissectum                              | +                                         | -                                               |
| Steenanjer                   | Dianthus deltoides                             | +                                         | -                                               |
| Steenbreekvaren              | Asplenium trichomanes                          | +                                         | -                                               |
| Stengelloze sleutelbloem     | Primula vulgaris                               | +                                         | -                                               |
| Stengelomvattend havikskruid | Hieracium amplexicauda                         | +                                         | -                                               |
| Steenbraam                   | Rubus saxatilis                                | -                                         | +                                               |
| Stijve wolfsmelk             | Euphorbia stricta                              | -                                         | +                                               |
| Stofzaad                     | Monotropa hypopitys                            | -                                         | +                                               |
| Tengere distel               | Carduus tenuiflorus                            | -                                         | +                                               |
| Tengere veldmuur             | Minuartia hybrida                              | -                                         | +                                               |
| Trosgamander                 | Teucrium botrys                                | -                                         | +                                               |
| Veenbloembies                | Scheuchzeria palustris                         | -                                         | +                                               |
| Stijf hardgras               | Catapodium rigidum                             | +                                         | -                                               |
| Tongvaren                    | Asplenium scolopendrium                        | +                                         | -                                               |
| Valkruid                     | Arnica montana                                 | +                                         | -                                               |
| Veenmosorchis                | Hammarbya paludosa                             | +                                         | -                                               |
| Veenorchis                   | Dactylorhiza sphagnicola                       | +                                         | -                                               |
| Veldgentiaan                 | Gentianella campestris                         | +                                         | -                                               |
| Veldsalie                    | Salvia pratensis                               | +                                         | -                                               |
| Vleeskleurige orchis         | Dactylorhiza incarnata                         | +                                         | -                                               |
| Vliegenorchis                | Ophrys insectifera                             | +                                         | +                                               |
| Vogelnestje                  | Neottia nidus-avis                             | +                                         | -                                               |
| Voorjaarsadonis              | Adonis vernalis                                | +                                         | -                                               |
| Wantsenorchis                | Anacamptis coriophora                          | +                                         | -                                               |
| Waterdrieblad                | Menyanthes trifoliata                          | +                                         | -                                               |
| Weideklokje                  | Campanula patula                               | +                                         | -                                               |
| Welriekende nachtorchis      | Platanthera bifolia                            | +                                         | -                                               |
| Wilde gagel                  | Myrica gale                                    | +                                         | -                                               |
| Vroege ereprijs              | Veronica praecox                               | -                                         | +                                               |
| Wilde averuit                | Artemisia campestris subsp. campestris         | -                                         | +                                               |
| Wilde ridderspoor            | Consolida regalis                              | -                                         | +                                               |
| Wilde weit                   | Melampyrum arvense                             | -                                         | +                                               |
| Wolfskers                    | Atropa belladonna                              | -                                         | +                                               |
| Zandwolfsmelk                | Euphorbia seguieriana                          | -                                         | +                                               |
| Zweedse kornoelje            | Cornus suecica                                 | -                                         | +                                               |
| Wilde herfsttijloos          | Colchium autumnale                             | +                                         | -                                               |
| Wilde kievitsbloem           | Fritillaria meleagris                          | +                                         | -                                               |
| Wilde marjolein              | Origanum vulgare                               | +                                         | -                                               |
| Wit bosvogeltje              | Cephalanthera longifolia                       | +                                         | -                                               |
| Witte muggenorchis           | Pseudorchis albida                             | +                                         | -                                               |
| Zinkviooltje                 | Viola lutea ssp. calaminaria                   | +                                         | +                                               |
| Zomerklokje                  | Leucojum aestivum                              | +                                         | -                                               |
| Zomerschroeforchis           | Spiranthes aestivalis                          | +                                         | -                                               |
| Zwanenbloem                  | Butomus umbellatus                             | +                                         | -                                               |
| Zwartsteel                   | Asplenium adiantum-nigrum                      | +                                         | -                                               |